# 76818 Brianenke
76818 Brianenke è un asteroide della fascia principale. Scoperto nel 2000, presenta un'orbita caratterizzata da un semiasse maggiore pari a 1,9297748 au e da un'eccentricità di 0,0959757, inclinata di 18,13654° rispetto all'eclittica.